# Дважды стохастическая матрица
Дважды стохастическая матрица — квадратная матрица {\displaystyle A=(a_{ij})} с неотрицательными вещественными элементами, в которой все её строчные и столбцовые суммы равны 1, то есть:
{\displaystyle \forall j\sum _{i}a_{ij}=1,\;\forall i\sum _{j}a_{ij}=1}.
Множество всех дважды стохастических матриц обозначается через {\displaystyle \Omega _{n}}.
Теорема Биркгофа: множество {\displaystyle \Omega _{n}} всех дважды стохастических матриц образует выпуклый многогранник, вершины которого — матрицы перестановки. Иначе говоря, если {\displaystyle A\in \Omega _{n}}, то {\displaystyle A=\sum _{j=1}^{s}\theta _{j}P_{j}}, где {\displaystyle P_{1},...,P_{s}} — матрицы перестановки, а {\displaystyle \theta _{1},...,\theta _{s}} — неотрицательные числа, {\displaystyle \sum _{j=1}^{s}\theta _{j}=1}.
Любая дважды стохастическая матрица {\displaystyle S} порядка {\displaystyle n} является выпуклой линейной комбинацией не более чем {\displaystyle n^{2}-2n+2} матриц перестановок.
Для {\displaystyle x_{1}\geqslant x_{2}\geqslant \ldots \geqslant x_{n}} и {\displaystyle y_{1}\geqslant y_{2}\geqslant \ldots \geqslant y_{n}}, таких, что
{\displaystyle x_{1}+\ldots +x_{k}\leqslant y_{1}+\ldots +y_{k}} при всех {\displaystyle k<n} и
{\displaystyle x_{1}+\ldots +x_{n}=y_{1}+\ldots +y_{n}},
существует такая дважды стохастическая матрица {\displaystyle S}, что {\displaystyle Sy=x}.
Перманент дважды стохастической {\displaystyle n}-матрицы не менее, чем {\displaystyle n!/n^{n}} — гипотеза ван дер Вардена, доказанная в 1980 году Г. П. Егорычевым и независимо Д. Фаликманом (работа представлена к публикации в 1979 году); за эти результаты оба учёных удостоены в 1982 году премии Фалкерсона.